# Черченаско
Черченаско (итал. Cercenasco) је насеље у Италији у округу Торино, региону Пијемонт.
Према процени из 2011. у насељу је живело 1795 становника. Насеље се налази на надморској висини од 259 м.

## Становништво
Према резултатима пописа становништва 2011. у општини је живело 1.857 становника.
| 1936. | 1951. | 1961. | 1971. | 1981. | 1991. | 2001. | 2011. |
| ----- | ----- | ----- | ----- | ----- | ----- | ----- | ----- |
| 1.477 | 1.471 | 1.480 | 1.497 | 1.561 | 1.632 | 1.774 | 1.857 |